# België op de Olympische Zomerspelen 1972
België nam deel aan de Olympische Zomerspelen 1972 in München, West-Duitsland. Net als tijdens de vorige editie werden er twee medailles gewonnen. Toen waren het een zilveren en een bronzen, nu twee keer zilver.

## Medailleoverzicht
| Sport    | Olympiër       | Discipline | Medaille |
| -------- | -------------- | ---------- | -------- |
| Atletiek | Miel Puttemans | 10.000 m   | Zilver   |
| Atletiek | Karel Lismont  | marathon   | Zilver   |

## Deelnemers en resultaten

### Atletiek
| Olympiër              | Discipline        | Resultaat | Prestatie |
| --------------------- | ----------------- | --------- | --- |
| Herman Mignon         | 800m (m)          | 20e       | serie 7: 2e in 1.47,5 halve finale 2: 6e in 1.49,7 |
| André Dehertoghe      | 1500m (m)         | 40e       | serie 3: 5e in 3.44,6 |
| Herman Mignon         | 1500m (m)         | 6e        | serie 2: 2e in 3.44,2 halve finale 2: 2e in 3.41,7 finale: 6e in 3.39,1 |
| Edgar Salvé           | 1500m (m)         | 32e       | serie 6: 6e in 3.42,1 |
| René Goris            | 5000m (m)         | 36e       | serie 1: 6e in 13.57,8 |
| Willy Polleunis       | 5000m (m)         | 30e       | serie 4: 5e in 13.52,6 |
| Miel Puttemans        | 5000m (m)         | 5e        | serie 2: 1e in 13.31,8 finale: 5e in 13.30,8 |
| Karel Lismont         | 10000m (m)        | 25e       | serie 2: 9e in 28.41,8 |
| Willy Polleunis       | 10000m (m)        | 14e       | serie 3: 2e in 28.19,71 finale: 14e in 29.10,15 |
| Miel Puttemans        | 10000m (m)        | Zilver    | serie 1: 1e in 27.53,28 (OR) finale: 2e in 27.39,35 |
| Paul Thys             | 3000m steeple (m) | 18e       | serie 3: 7e in 8.35,0 |
| Karel Lismont         | marathon (m)      | Zilver    | 2:14.31 |
| Gaston Roelants       | marathon (m)      | DNF       | niet gefinisht |
| Walter Van Renterghem | marathon (m)      | 46e       | 2:29.58 |
| Régis Ghesquière      | tienkamp (m)      | 11e       | 100m: 27e in 11,45 (699 punten) verspringen: 9e met 7,21m (863 punten) kogelstoten: 13e met 14,32m (747 punten) hoogspringen: 16e met 1,89m (760 punten) 400m: 13e in 49,13 (847 punten) 110m horden: 17e in 15,68 (779 punten) discuswerpen: 7e met 45,56m (792 punten) polsstokhoogspringen: 20e met 3,80m (754 punten) speerwerpen: 8e met 60,88m (772 punten) 1500m: 5e in 4.19,4 (664 punten) totaal: 7677 punten  |
| Freddy Herbrand       | tienkamp (m)      | 6e        | 100m: 10e in 11,00 (804 punten) verspringen: 6e met 7,30m (881 punten) kogelstoten: 18e met 13,91m (722 punten) hoogspringen: 3e met 2,04m (891 punten) 400m: 19e in 49,78 (814 punten) 110m horden: 5e in 14,87 (862 punten) discuswerpen: 3e met 47,12m (820 punten) polsstokhoogspringen: 9e met 4,40m (909 punten) speerwerpen: 21e met 50,42m (639 punten) 1500m: 8e in 4.27,7 (605 punten) totaal: 7947 punten    |
| Roger Lespagnard      | tienkamp (m)      | 14e       | 100m: 21e in 11,27 (740 punten) verspringen: 17e met 7,01m (822 punten) kogelstoten: 27e met 12,92m (660 punten) hoogspringen: 5e met 2,01m (865 punten) 400m: 16e in 49,51 (829 punten) 110m horden: 20e in 15,84 (764 punten) discuswerpen: 22e met 37,86m (643 punten) polsstokhoogspringen: 3e met 4,60m (957 punten) speerwerpen: 20e met 50,60m (641 punten) 1500m: 9e in 4.28,7 (598 punten) totaal: 7519 punten |
|                       |                   |           | |
| Marleen Verheuen      | 800m (v)          | 32e       | serie 4: 6e in 2.09,13 |
| Maggy Wauters         | discuswerpen (v)  | 17e       | kwalificatie: 17e met 49,62m |

### Boogschieten
| Olympiër        | Discipline      | Resultaat | Prestatie   |
| --------------- | --------------- | --------- | ----------- |
| Andre Baeyens   | individueel (m) | 18e       | 2383 punten |
| Robert Cogniaux | individueel (m) | 4e        | 2445 punten |
| Jos Daman       | individueel (m) | 23e       | 2365 punten |

### Gewichtheffen
| Olympiër     | Discipline | Resultaat | Prestatie                    |
| ------------ | ---------- | --------- | ---------------------------- |
| Serge Reding | +110kg (m) | DNF       | drukken: geen geldige poging |

### Hockey
| Olympiër | Discipline | Resultaat | Prestatie |
| --- | ---------- | --------- | --- |
| Charly Bouvy Jean-Marie Buisset Philippe Collin Michel De Saedeleer Michel Deville Daniel Dupont Patrick Gillard Jean-François Gilles Marc Legros Guy Miserque Jean-Claude Moraux Raoul Ronsmans Armand Solie Eric Stoupel Jean Toussaint Carl-Eric Vanderborght Jean-André Zembsch | mannen     | 10e       | groep A: 5e V van Duitsland: 1-5 G tegen Argentinië: 1-1 W van Frankrijk: 1-0 V van Spanje: 0-1 V van Maleisië: 2-4 W van Oeganda: 2-0 V van Pakistan: 1-3 9-10e plek: V van Nieuw-Zeeland: 1-2 |

| Groep A |                          |             |             |             |             |            |            |            |        |
| #       | Land                     | Wedstrijden | Wedstrijden | Wedstrijden | Wedstrijden | Doelpunten | Doelpunten | Doelpunten | Punten |
| #       | Land                     | G           | W           | G           | V           | V          | T          | Saldo      | Punten |
| 1       | Bondsrepubliek Duitsland | 7           | 6           | 1           | 0           | 17         | 5          | +12        | 13     |
| 2       | Pakistan                 | 7           | 5           | 1           | 1           | 17         | 6          | +11        | 11     |
| 3       | Maleisië                 | 7           | 4           | 1           | 2           | 9          | 7          | +2         | 9      |
| 4       | Spanje                   | 7           | 2           | 4           | 1           | 9          | 8          | +1         | 8      |
| 5       | België                   | 7           | 2           | 1           | 4           | 8          | 14         | -6         | 5      |
| 6       | Frankrijk                | 7           | 2           | 0           | 5           | 6          | 13         | -7         | 4      |
| 7       | Argentinië               | 7           | 0           | 3           | 4           | 4          | 9          | -5         | 3      |
| 8       | Oeganda                  | 7           | 0           | 3           | 4           | 6          | 14         | -8         | 3      |

| Datum       | Ronde   | Plaats                   | Land | Score         | Land |
| ----------- | ------- | ------------------------ | ---- | ------------- | ---- |
| Groepsfase  |         |                          |      |               |      |
| 27 augustus | München | Bondsrepubliek Duitsland | 5-1  | België        |      |
| 28 augustus | München | België                   | 1-1  | Argentinië    |      |
| 29 augustus | München | België                   | 1-0  | Frankrijk     |      |
| 31 augustus | München | Spanje                   | 1-0  | België        |      |
| 1 september | München | België                   | 2-4  | Maleisië      |      |
| 3 september | München | België                   | 2-0  | Oeganda       |      |
| 4 september | München | Pakistan                 | 3-1  | België        |      |
| 9-10e plek  |         |                          |      |               |      |
| 8 september | München | België                   | 1-2  | Nieuw-Zeeland |      |

### Judo
| Olympiër            | Discipline      | Resultaat | Prestatie                                             |
| ------------------- | --------------- | --------- | ----------------------------------------------------- |
| Gustaaf Lauwereins  | -63kg (m)       | 13e       | 1e ronde: W van DOM Chalas 2e ronde: V van GDR Werner |
| Robert Van De Wever | -70kg (m)       | 18e       | 1e ronde: V van AUS Churchill                         |
| Leslie MacPhail     | +93kg (m)       | 11e       | 1e ronde: vrij 2e ronde: V van GDR Hennig             |
| Pierre Smets        | open klasse (m) | 19e       | 1e ronde: V van FRG Glahn                             |

### Kanovaren
| Olympiër                                                    | Discipline    | Resultaat | Prestatie                                                                        |
| Slalom                                                      | Slalom        | Slalom    | Slalom                                                                           |
| ----------------------------------------------------------- | ------------- | --------- | -------------------------------------------------------------------------------- |
| Rosine Roland                                               | K-1 (v)       | 17e       | run 1: niet gefinisht run 2: 14e met 552,03                                      |
| Vlakwater                                                   |               |           |                                                                                  |
| Jean-Pierre Burny                                           | K-1 1000m (m) | 17e       | serie 2: 1e in 3.58,89 halve finale 2: 2e in 3.52,06 finale: 4e in 3.50,29       |
| Marc Moens Herman Naegels                                   | K-2 1000m (m) | 17e       | serie 3: 4e in 3.47,02 herkansingen: 2e in 3.41,23 halve finale 3: 6e in 3.42,52 |
| Jos Broekx Jean-Marie D'Haese Paul Stinckens Roger T'Joncke | K-4 1000m (m) | 10e       | serie 2: 4e in 3.23,31 herkansingen: 2e in 3.18,63 halve finale 3: 4e in 3.10,70 |

### Paardensport
| Olympiër                                                | Discipline     | Resultaat      | Prestatie                           |
| Springconcours                                          | Springconcours | Springconcours | Springconcours                      |
| ------------------------------------------------------- | -------------- | -------------- | ----------------------------------- |
| Jean Damman                                             | individueel    | 40e            | 1e ronde: 40e met 21,25 strafpunten |
| François Mathy                                          | individueel    | 31e            | 1e ronde: 31e met 16 strafpunten    |
| Eric Wauters                                            | individueel    | 49e            | 1e ronde: 49e met 29 strafpunten    |
| Jean Damman François Mathy Françoise Thiry Eric Wauters | team           | 11e            | 103,25 strafpunten                  |

### Roeien
| Olympiër                                       | Discipline      | Resultaat | Prestatie                                                                                               |
| ---------------------------------------------- | --------------- | --------- | --- |
| Claude Dehombreux Albert Heyche                | dubbel-twee (m) | 9e        | serie 1: 3e in 7.16,69 herkansingen: 2e in 7.17,58 halve finale 2: 5e in 7.55,0 finale B: 3e in 7.10,03 |
| Guy Defraigne Paul De Weert Wilfried Van Herck | twee-met (m)    | 17e       | serie 1: 6e in 8.08,51 herkansingen: 4e in 8.16,26                                                      |

### Schietsport
| Olympiër        | Discipline             | Resultaat | Prestatie                             |
| --------------- | ---------------------- | --------- | ------------------------------------- |
| Frans Lafortune | 50m geweer 3 houdingen | 7e        | 1107 punten: (394-345-368)            |
| Robert Houman   | 50m geweer liggend     | 52e       | 590 punten: (99-99-98-97-99-98)       |
| Frans Lafortune | 50m geweer liggend     | 14e       | 595 punten: (99-98-100-99-100-99)     |
| André Zoltan    | 50m pistool            | 52e       | 521 punten: (88-85-85-91-87-85)       |
| Guy Rénard      | trap                   | 16e       | 189 punten: (24-23-25-24-24-23-21-25) |
| Chris Binet     | skeet                  | 48e       | 180 punten: (23-21-23-25-20-23-25-20) |
| Francis Cornet  | skeet                  | 14e       | 192 punten: (22-24-25-25-24-25-24-23) |

### Wielersport
| Olympiër                                                            | Discipline                    | Resultaat | Prestatie                                                                                          |
| Baan                                                                | Baan                          | Baan      | Baan                                                                                               |
| ------------------------------------------------------------------- | ----------------------------- | --------- | -------------------------------------------------------------------------------------------------- |
| Robert Maveau                                                       | sprint (m)                    | 11e       | 1e ronde serie 17: 1e 2e ronde serie 8: 1e in 11,98 3e ronde serie 3: 2e 3e ronde herkansingen: 2e |
| Manu Snellinx                                                       | sprint (m)                    | 30e       | 1e ronde serie 15: 3e 1e ronde herkansingen: gediskwalificeerd                                     |
| Robert Maveau                                                       | tijdrit (m)                   | 14e       | 1.08,94                                                                                            |
| Wilfried Wesemael                                                   | individuele achtervolging (m) | 18e       | kwalificatie: 18e                                                                                  |
| Manu Snellinx Noël Soetaert                                         | tandem (m)                    | 5e        | serie 2: V van Bondsrepubliek Duitsland 1e ronde herkansingen: 1e kwartfinale 1: V van DDR: 0-2    |
| Leon Daelemans Roger De Beukelaer Alex Van Linden Wilfried Wesemael | ploegenachtervolging (m)      | 12e       | kwalificatie: 12e                                                                                  |
| Weg                                                                 |                               |           | |
| Lucien De Brauwere                                                  | wegwedstrijd (m)              | 59e       | 4:17.09                                                                                            |
| Gustaaf Hermans                                                     | wegwedstrijd (m)              | 45e       | 4:17.09                                                                                            |
| Freddy Maertens                                                     | wegwedstrijd (m)              | 13e       | 4:15.13                                                                                            |
| Frans Van Looy                                                      | wegwedstrijd (m)              | DNF       | niet gefinisht                                                                                     |
| Ludo Delcroix Gustaaf Hermans Gustaaf Van Cauter Louis Verreydt     | ploegentijdrit (m)            | 4e        | 2:12.36,7                                                                                          |

### Worstelen
| Olympiër            | Discipline  | Resultaat   | Prestatie                                                                           |
| Vrije stijl         | Vrije stijl | Vrije stijl | Vrije stijl                                                                         |
| ------------------- | ----------- | ----------- | ----------------------------------------------------------------------------------- |
| Constant Bens       | -82kg (m)   | 21e         | 1e ronde: V van FRG Neumair 2e ronde: V van GBR Barraclough                         |
| Grieks-Romeins      |             |             |                                                                                     |
| Harry van Landeghem | -62kg (m)   | 11e         | 1e ronde: W van PER Hurtado 2e ronde: V van JPN Fujimoto 3e ronde: V van BUL Markov |
| Constant Bens       | -74kg (m)   | 19e         | 1e ronde: V van GRE Galaktopoulos 2e ronde: V van AUT Berger                        |

### Zeilen
| Olympiër                                             | Discipline | Resultaat | Prestatie                            |
| ---------------------------------------------------- | ---------- | --------- | ------------------------------------ |
| Jacques Rogge                                        | finn       | 14e       | 117,7 punten: (3-24-16-12-11-DNF-19) |
| Dirk De Bock Charles De Bondsridder Walter Haverhals | soling     | 18e       | 101,0 punten: (17-21-14-21-15-5)     |

### Zwemmen
| Olympiër           | Discipline           | Resultaat | Prestatie               |
| ------------------ | -------------------- | --------- | ----------------------- |
| François Deley     | 400m vrije slag (m)  | 39e       | serie 6: 8e in 4.24,73  |
| François Deley     | 1500m vrije slag (m) | 19e       | serie 2: 3e in 17.06,09 |
| Rudi Vingerhoets   | 100m schoolslag (m)  | 41e       | serie 5: 8e in 1.12,59  |
| Rudi Vingerhoets   | 200m schoolslag (m)  | 34e       | serie 6: 5e in 2.36,89  |
| Jacky Leloup       | 100m vlinderslag (m) | 18e       | serie 4: 5e in 58,77    |
| Jacky Leloup       | 200m vlinderslag (m) | 20e       | serie 3: 7e in 2.10,79  |
|                    |                      |           |                         |
| Béatrice Mottoulle | 100m schoolslag (v)  | 33e       | serie 5: 7e in 1.20,79  |
| Béatrice Mottoulle | 200m schoolslag (v)  | 27e       | serie 4: 5e in 2.52,18  |
| Béatrice Mottoulle | 200m wisselslag (v)  | 36e       | serie 3: 8e in 5.35,38  |

Afghanistan · Albanië · Algerije · Amerikaanse Maagdeneilanden · Argentinië · Australië · Bahama's · Barbados · België · Bermuda · Birma · Bolivia · Bondsrepubliek Duitsland · Brazilië · Brits-Honduras · Bulgarije · Canada · Ceylon · Chili · Colombia · Congo-Brazzaville · Costa Rica · Cuba · Dahomey · Denemarken · Dominicaanse Republiek · Duitse Democratische Republiek · Ecuador · Egypte · El Salvador · Ethiopië · Fiji · Filipijnen · Finland · Frankrijk · Gabon · Ghana · Griekenland · Groot-Brittannië · Guatemala · Guyana · Haïti · Hongarije · Hongkong · Ierland · IJsland · India · Indonesië · Iran · Israël · Italië · Ivoorkust · Jamaica · Japan · Joegoslavië · Kameroen · Kenia · Khmerrepubliek · Koeweit · Lesotho · Libanon · Liberia · Liechtenstein · Luxemburg · Madagaskar · Malawi · Maleisië · Mali · Malta · Marokko · Mexico · Monaco · Mongolië · Nederland · Nederlandse Antillen · Nepal · Nicaragua · Nieuw-Zeeland · Niger · Nigeria · Noord-Korea · Noorwegen · Oeganda · Oostenrijk · Opper-Volta · Pakistan · Panama · Paraguay · Peru · Polen · Portugal · Puerto Rico · Roemenië · San Marino · Saoedi-Arabië · Senegal · Singapore · Soedan · Somalië · Sovjet-Unie · Spanje · Suriname · Swaziland · Syrië · Taiwan · Tanzania · Thailand · Togo · Trinidad en Tobago · Tsjaad · Tsjecho-Slowakije · Tunesië · Turkije · Uruguay · Venezuela · Verenigde Staten · Vietnam · Zambia · Zuid-Korea · Zweden · Zwitserland